# Pamphilius ignymontiensis
Pamphilius ignymontiensis är en stekelart som beskrevs av Lacourt 1973. Pamphilius ignymontiensis ingår i släktet Pamphilius, och familjen spinnarsteklar. Arten har ej påträffats i Sverige.